# 瓦卡斯丘克區
瓦卡斯丘克區（西班牙語：Distrito de Huacaschuque），是秘魯的一個區，位於該國北部安卡什大區的帕亞斯卡省，始建於1955年1月13日，面積63.59平方公里，海拔高度3,100米，2005年人口734，人口密度為每平方公里12人。